# Triều Tiên Cảnh Tông
Triều Tiên Cảnh Tông (chữ Hán: 朝鮮景宗; Hangul: 조선 경종; 1688 - 1724), là vị Quốc vương Triều Tiên thứ 20, trị vì trong 4 năm, từ 1720 đến năm 1724.
Cảnh Tông đại vương, còn gọi là Nhân Tuyên Hiếu đại vương (仁宣孝大王), nổi tiếng trong lịch sử Triều Tiên không phải vì thời đại của mình mà là qua người mẹ rất nổi tiếng của ông, Hy tần Trương Ngọc Trinh (Huibin Jang Ok Jung; 희빈장옥정).

## Tiểu sử
Tên thật của ông là Lý Quân (李昀; Yi Yul), là con trai trưởng của Triều Tiên Túc Tông, mẹ ông là sủng thiếp Chiêu nghi Trương thị.
Năm 1688, sau khi sinh ra Lý Quân, Chiêu Nghi Trương thị được sắc phong lên hàng Chính nhất phẩm Tần, tước hiệu Hy tần (禧嬪). Cùng trong năm đó, vua Túc Tông muốn lập Trưởng tử Lý Quân làm người kế vị nhưng gặp phải sự phản đối gay gắt của phái Tây Nhân mà đứng đầu là cha của cố phi Nhân Kính Vương hậu.
Cuối năm 1688, được sự hậu thuẫn của Trương Hy tần và vua Túc Tông, phái Nam nhân trở lại nắm nhiều chức vị trong triều đình Triều Tiên. Phái Tây nhân và Nhân Hiển vương hậu khi đó đã cố gắng ngăn cản việc sắc phong Vương trữ của Lý Quân và sự trở lại chính trường của phe Nam nhân. Việc làm này khiến vua Túc Tông phẫn nộ và hạ lệnh tước quan vị của nhiều trọng thần thuộc phe Tây nhân. Nhân Hiển vương hậu cùng cha là Mẫn Huy Trọng bị tước danh vị, tịch thu tài sản, lưu đày. Được sự ủng hộ của phái Nam Nhân, vua Túc Tông chính thức sắc phong Trương Hy tần lên làm Vương phi, trưởng tử Lý Quân làm được phong làm Vương thế tử (王世子).

## Triều Tiên Vương Thế tử
Năm 1694, phái Nam Nhân bành chướng bức ép Túc Tông loại bỏ hết các đại thần phái Tây nhân để chiếm quyền chính sự, lạm dụng quyền hành, tham ô, nhận hối lộ, vơ vét công quỹ khiến đời sống xã hội Triều Tiên khi đó đi xuống trầm trọng. Lo sợ sự mất cân bằng trên chính trường làm suy giảm Vương quyền, Túc Tông quay sang trợ giúp phái Tây Nhân. Từ khi lên ngôi Vương phi, Trương thị tỏ ra ngỗ ngược, độc đoán, lạm quyền và tìm cách mưu hại các cung tần trong hậu cung khiến nhà vua dần xa lánh, chán ghét. Sự tác động từ Thục tần họ Thôi và phái Tây nhân giúp nhà vua ra quyết định phục vị cho Nhân Hiển vương hậu, đồng thời giáng Trương Vương phi trở về tước vị Hy Tần. Triều đình khi đó diễn ra một cuộc tranh luận lớn khi phái Tây Nhân muốn phế Thế tử, phái Nam Nhân ủng hộ Thế tử.
Năm 1701, Nhân Hiển vương hậu đột ngột qua đời. Phái Tây Nhân tìm ra bằng chứng Trương Hy tần dùng bùa phép ám hại Vương hậu và câu kết với nhà Thanh khi tiết lộ nhiều tài liệu quân sự cơ mật nhằm nhận được sự đồng thuận cho việc sắc phong Thế tử. Các nho sinh, sĩ phu trên toàn Triều Tiên đồng loạt dâng tấu yêu cầu vua giết Trương Hy tần, phế Thế tử. Trước tình hình chính trị bất ổn, Túc Tông quyết định ban chết cho Hy tần để an ủi vong linh và trả lại sự công bằng cho cái chết của Nhân Hiển vương hậu, trấn an các nho sinh, sĩ phu trong cả nước. Cái chết của mẹ khiến Thế tử Lý Quân căm hận phái Tây Nhân và Phụ vương.
Năm 1705, Thế tử Lý Quân khi đó 15 tuổi, được ban hôn với Thẩm thị là con gái của đại thần Thẩm Hạo (沈浩), sắc phong Vương Thế tử tần (王世子嬪).
Năm 1717, Túc Tông lâm bệnh, ông cho phép Thế tử Lý Quân thay ông phê tấu chương và ngồi cạnh thượng triều.
Năm 1718, Thế tử tần Thẩm thị ngoại tình và có thai với người ngoài hoàng tộc, Thế tử Lý Quân xuống chiếu từ thê, thế tử tần bị đuổi ra khỏi cung, không rõ sau này cuộc sống của bà thế nào.
Giữa năm 1718, Túc Tông bệnh trở nặng không thể thiết triều, ông ban chiếu chỉ cho Thế tử Lý Quân nhiếp chính.
Cũng trong năm này, để dọn đường chính sự cho con trai kế vị, Túc Tông cùng con trai tiếp tục ban chiếu chỉ luận tội thêm một số quan chức cao cấp của phái Lão Luận.
Năm 1719, Thế tử Lý Quân lập Duẫn thị, con gái của đại thần Duẫn Hữu Quân (尹有龜), làm Vương Thế tử Tần kế nhiệm.
Năm 1720, Túc Tông thăng hà, Thế tử Lý Quân chính thức lên ngôi, sắc phong Thế tử tần Duẫn thị làm Vương phi, đồng thời truy phong mẹ ông là Vương Đại Tần Cung (大嬪宮), còn thụy hiệu đầy đủ là Ngọc Sơn Phủ Đại tần (玉山府大嬪).

## 4 năm trị vì
Cảnh Tông đại vương lên ngôi, khi đó ông đã 32 tuổi.
Năm 1724, Cảnh Tông qua đời sau một thời gian lâm trọng bệnh, kết thúc 4 năm trị vì đất nước, thọ 36 tuổi, được an táng ở Ý lăng (懿陵, Uireong; nay thuộc vùng Seokgwan-dong, khu Thành Bắc, Seoul). Ông không có con trai nối dõi nên không lập thế tử, Cảnh Tông từng bị bệnh thiếu máu trước khi mất khoảng 1 năm, ông đã lập Hoàng đệ của mình là con trai của Thục tần Thôi thị của Tiên vương Túc Tông là Lý Khâm làm người kế vị tiếp theo, tức Vương trữ (王儲) hay còn gọi là Hoàng thế đệ, sau này Lý Khâm lên ngôi với niên hiệu là Triều Tiên Anh Tổ.

## Thụy hiệu
- Cảnh Tông Đức Văn Dực Vũ Thuần Nhân Tuyên Hiếu Đại Vương.
- 景宗德文翼武純仁宣孝大王.
- 경종덕문익무순인선효대왕.
- Gyeongjong Deokmun Igmu Sunin Seonhyo Daewang

## Gia đình
- Thân phụ: Triều Tiên Túc Tông Lý Đôn.
- Thân mẫu: Ngọc Sơn phủ Đại tần Trương thị (玉山府大嬪張氏, 1659 - 1715), người Nhân Đông.
- Hậu cung:

1. Phế Thế tử tần Thẩm thị (端懿王后沈氏, 1686 - ?), người ở Thanh Tùng, con gái của Thanh Ân phủ viện quân Thẩm Hạo (靑恩府院君沈浩) và Linh Nguyện phủ phu nhân họ Phác ở Cao Linh (靈原府夫人高靈朴氏). Ngoại tình có thai nên Túc Tông xuống chiếu từ thê và đuổi ra khỏi cung.
2. Vương Thế tử tần Duẫn thị/Tuyên Ý vương hậu Duẫn thị (宣懿王后尹氏, 1705 - 1775), người ở Hàm Tùng, con gái của Hàm Nguyện phủ viện quân Duẫn Hữu Quân (咸原府院君尹有龜) và Hoàn Dương phủ phu nhân họ Lý ở Toàn Châu (完陽府夫人全州李氏). Sau khi Cảnh Tông qua đời, bà được Anh Tổ tôn làm Kính Thuần vương đại phi (敬純王大妃), ngự ở Duẫn Tảo đường (尹藻堂). 4 năm sau đó, bà qua đời, được an táng chung Ý lăng với Cảnh Tông.

- Vương nữ:

1. Vương trưởng nữ, Trưởng công chúa, sinh năm 1720, là con gái duy nhất của Triều Tiên Cảnh Tông, mẹ là Tuyên Ý vương hậu Duẫn thị.